# Tábori Kornél
Tábori Kornél, születési és 1902-ig használt nevén Tauber Kornél (Szolnok, 1879. június 25. – Auschwitz, 1944. július 15.) magyar író, újságíró, műfordító, szerkesztő és riporter. Tábori Pál és Tábori György apja. Írói álnevei: Old Boy, Öreg Medve.

## Élete és munkája

### Az első világháborúig
Tauber Mór és Adler Janka fia. 1907. június 23-án Budapesten, a VI. kerületben házasságot kötött Ziffer Elzával, dr. Ziffer Emil és Krausz Franciska lányával. Jogot végzett; a Pesti Napló munkatársa, rendőri riporter, az első világháborúban a Pesti Napló haditudósítója, később a lap helyettes szerkesztője. A bűnügyi riport első magyar művelője volt, az első újságíró, aki saját fényképeivel illusztrálta írásait..  
Az első világháború előtt sokat utazott, ott volt többek 1905-ben Oroszországban a forradalom idején, valamint Belgrádból tudósított, amikor 1903-ban Draga királynőt és I. Sándor szerb királyt meggyilkolták. 1914 után segélyszállítmányokat szervezett a háború miatt szegénységben és nyomorban szenvedők tízezreinek, főleg gyerekeknek. Előadásokat tartott Hollandiában, Belgiumban és Svájcban, így szervezve meg több ezer magyar gyerek hosszabb-rövidebb nyugati tartózkodását. Az Országos Gyermekvédő Ligának – mai szóval – „marketingmenedzsere” volt, rádióelőadásokat tartott a Ligáról és gyűjtéseket szervezett a gyermekek részére. 1916-ban riportokat készített az erdélyi román betörésről.

### A kommün után
1919-ben ő is támogatta a Magyarországi Tanácsköztársaságot, ami miatt 1920-tól nem vállalhatott tudásának megfelelő hírlapírói állást. Ennek ellenére folyamatosan dolgozott: 1920-ban kiadta az első magyar szociofotó-albumot a budapesti nyomorról, 1921-ben a bécsi titkos levéltár anyagából számos dokumentumot adott közre (az 1848-as kormány iratai, Kossuth Lajos elkobzott levelei stb.), illetve tizenöt éven keresztül ő volt a Magyarországra látogató külföldi hírességek hivatalos vendéglátója, többek közt Thomas Mann-nak 1923-ban. Sokat tett a honi idegenforgalom fejlesztéséért. 
1944-ben az auschwitzi koncentrációs táborba deportálták, ahol megölték.

### Szerkesztőként
Több könyvsorozatnak volt a szerkesztője, amelyek közül az első a Nagyharang (Újságírók Könyvtára) címet viselte, feltehetően 1908-ban jelent meg az első kötete (A kártyázó Budapest – Hazárd- és hamis játékosok Tábori tollából született), és összesen 8 kötetet olyan nagynevű zsurnalisztákat tudhatott szerzői közt, mint Lakatos László, Szini Gyula, Fröhlich János, Hegedűs Gyula, Fényes László és Gegus Dániel. Másik emlékezetes sorozata a Vidám Könyvtár volt, amelynek legalább hatvan kötete jelent meg az 1910-es évektől az 1920-as évekig, és korának szinte minden humoristája helyet kapott benne: Nagy Endre, Szomaházy István, Karinthy Frigyes, Bródy Miksa és Pásztor Árpád. 1919-ben indította útnak Pest című riportújságját, amely mindössze hat számot ért meg a kommün hatalomra jutása miatt. Élete utolsó éveiben a Gyermekvédelem című lapot szerkesztette. Az 1930-as években szerkesztette A Nova kalandos regényei sorozatot, amelyben számos fordítást is közreadott.
2018-ban újraindították a Magyar-Lengyel Könyvtár-sorozatot, melyet korábban a Magyar Mickiewicz Társaság adott ki. Az elsőnek kiadott kötet a Magyarok és lengyelek a 19. században – Egy 1944-ben betiltott könyv című könyv, melyet csaknem 75 évvel korábban Bevilaqua-Borsodi Bélával közösen szerkesztett.

### Szerzőként
Számos könyve közül a legtöbb szociográfiai jellegű munka volt (kiemelendő a Székely Vladimírral közösen írt Bűnös Budapest-ciklus, valamint a Bűn és nyomor a gyermekvilágban című könyve, amely a magyar szociofotózás úttörője), de írt útibeszámolókat és gyermekkönyveket is, összesen mintegy ötven kötet szerzője. 1920-ban megjelent szociofotó-albuma – Egy halálraítélt ország borzalmaiból, razzia a budapesti nyomortanyákon – nagy lökést jelentett az 1920-ban induló, nyomorgó családok gyermekei külföldi nyaraltatásának elindításához. Sokat tett a magyar idegenforgalom fejlesztéséért, az Idegenforgalmi Szövetség sajtófőnöke volt.

### Műfordítóként és rendezőként
Főleg a harmincas évektől kezdődően egyre többet fordított, tisztességes megélhetést biztosítva családjának. Charles Dickens, Zane Grey, Henry S. Landor, Peter Cheyney, Francis Brett-Young, Upton Sinclair és P.C. Wren munkáit fordította, valamint hosszú időn keresztül álnéven (Old Man) jelentek meg írásai a Vécsey Leó szerkesztette Magyar Detektívben. 1914-ben az egyik első (és ugyan töredékben, de fennmaradt) némafilmet rendezte Pufi cipőt vesz címmel, amely egyes források szerint Kabos Gyula első filmszerepe volt.

## Emlékezete
1966-ban az Angliában élő fia, Paul Tabori szerkesztette kötetbe és fordította le apja negyvenéves zsurnaliszta pályafutása alatt összegyűjtött okkult élményeit, és jelentette meg My Occult Diary címmel. 1995-ben fia, George Tabori forgatókönyve és visszaemlékezései alapján Michael Verhoeven rendezett filmet Mutters Courage címmel apjuk utolsó heteiről, arról, hogy hogyan szakadt szét a Tábori család, és hogyan menekültek el Magyarországról. Művei főleg árveréseken bukkannak fel, 1992-ben jelent meg újra majd 2015-ben megint kiadta Az erkölcstelen Budapest című könyvét a Fekete Sas Kiadó. 2013-ban publikálatlan kézirataiból és megjelent cikkeiből Buza Péter tanulmányával, Filep Tamás Gusztáv szerkesztésében válogatás jelent meg Tábori munkásságának ismertetésével együtt.
Alakja felbukkan Kondor Vilmos magyar író Bűnös Budapest című bűnügyi regényében.

## Művei
- Nagy Endre–Szini Gyula–Tábori Kornél: A jó vidék. Víg esetek; Nap Ny., Budapest, 190? (Vidám könyvtár)
- A borzalom országa. Kalandozás orosz földön; Révai-Salamon Ny., Budapest, 1907
- Nyomor és bűn a gyermekvilágban (1908)
- Tábori Kornél–Székely Vladimir: Az erkölcstelen Budapest; A Nap újságváll. Ny., Budapest, 1908
- Tábori Kornél–Székely Vladimir: A bűnös Budapest; A NAP Újságvállalat Ny., Budapest, 1908
- Tábori Kornél–Székely Vladimir: Nyomorultak, gazemberek; Nap Ny., Budapest, 1908
- Cikornya Muki, a budapesti detektív-király (1908)

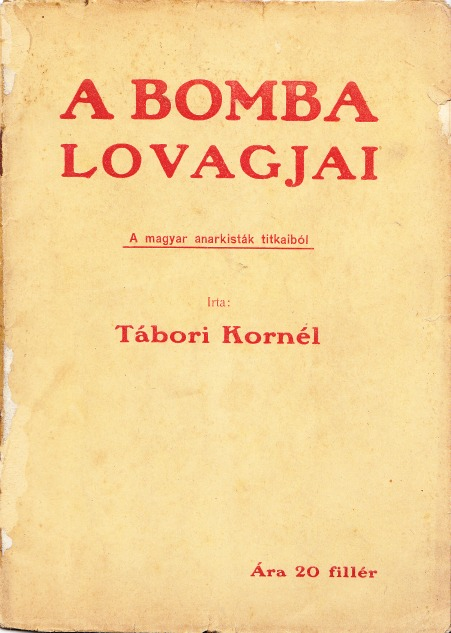
A bomba lovagjai. A magyar anarkisták titkaiból (1909)

- Tábori Kornél–Székely Vladimir: Bűnös nők; A Nap Ny., Budapest, 1909 (A sánta ördög meséi. Adatok a modern Budapestről)A bomba lovagjai. A magyar anarkisták titkaiból (1909)
- A bomba lovagjai. A magyar anarkisták titkaiból; Révai és Salamon Könyvnyomdája, Budapest, 1909
- A rejtelmes ifjú. Kalandos elbeszélés az ifjúság számára. Egy öreg tengerész jegyzeteiből; Magyar Kereskedelmi Közlöny, Budapest, 1908
- A tolvajnép titkai. A Bűnös Budapest ciklus folytatása; A Nap Ny., Budapest, 1908
- Úri gonosztevők. Budapesti regény. Rosner Károly detektív elbeszéléséből; Schenk, Budapest, 1909
- Humor a bűnben. Megtörtént viccek. Pesti anekdoták; bev. Szomaházy István; Budapesti Hírlap Ny., Budapest, 1909
- Tábori Kornél–Székely Vladimir: Vasúti tolvajok; Schenkl, Budapest, 1909 (Mozgó könyvtár)
- A levegő hősei. Hogyan repülünk?; Nap Ny., Budapest, 1909
- Nagy Endre–Pásztor Árpád–Tábori Kornél: Humor a politikában... Karcolat; Korvin, Budapest, 191? (Vidám könyvtár)
- Kulinyi Ernő–Szomaházy István–Tábori Kornél: A háborús Pest. 80 víg eset; Vidám Könyvtár, Budapest, 191? (Vidám könyvtár)
- Híres asszonyok, híres férfiak. Tábori Kornél följegyzései; Schenk, Budapest, 1910 (Mozgó könyvtár)
- Kalandos szerelem. Amerikai regény; átdolg. Tábori Kornél; Magyar Kereskedelmi Közlöny, Budapest, 1910
- Bűn és szerelem. Budapesti erkölcsrajz; Haladás Ny., Budapest, 1910
- Pásztor Árpád–Szomaházy István–Tábori Kornél: Pesti krónika; A Nap Ny., Budapest, 1910 (Vidám könyvtár)
- Jegyesek almanachja; szerk. Tábori Kornél; Révai és Salamon Ny., Budapest, 1910
- Tábori Kornél–Székely Vladimir: Beteg szerelem. Kragujevics bajtársai; Nap. Ny., Budapest, 1910
- A csaló Budapest  A Nap Ny., Budapest, (1910)
- Pesti élet. Képes riport; Révai és Salamon, Budapest, 1910
- Magyarok külföldön; Páris magyarjai. Hogyan boldogulnak? Hogyan züllenek el?; Schenk, Budapest, 1910
- Pásztor Árpád–Szomaházy István–Tábori Kornél: Turfhumor. 47 víg eset; Nap Ny., Budapest, 1911 (Vidám könyvtár)
- Vasúti vidámságok. 45 história – a kupéban. Tábori Kornél gyűjtése; Globus, Budapest, 1911 (Mozgó könyvtár)
- Szomaházy István–Tábori Kornél: Kártyahumor. 56 víg história; Nap Ny., Budapest, 1911
- A kártyázó Budapest. Hazárd játékosok, játékbarlangok, hamisjátékosok; Nagyharang, Budapest, 1912 (Nagyharang)
- Bródy Miksa–Tábori Kornél–Szomaházy István: Börzehumor. Víg apróság; A Nap Ny., Budapest, 1912 (Vidám könyvtár)
- Baccarat. Fővárosi és vidéki klubok rejtelmei; adatgyűjt. Tábori Kornél, Nap Ny., Budapest, 1912 (Nagyharang)
- Szini Gyula–Szomaházy István–Tábori Kornél: Útközben. Anekdoták, víg esetek, autón, hajón, villamoson, fürdőhelyen, vasutakon; A Nap Ny., Budapest, 1913 (Vidám könyvtár)
- Nagy Endre–Szini Gyula–Tábori Kornél: Óh azok a gyerekek! Víg apróság; Budapesti Hírlap Ny., Budapest, 1913 (Vidám könyvtár)
- Józsika utazásai szárazon és vizen. Elbeszélések az ifjúság számára; Magyar Kereskedelmi Közlöny, Budapest, 1913
- Bródy Miksa–Tábori Kornél: Rp. 50 víg eset orvosokról és páciensekről; Nap Ny., Budapest, 1914 (Vidám könyvtár)
- Tábori Kornél–Székely Vladimir: A nevető Justicia. M. kir törvényszéki humor. Bírák, ügyvédek, tolvajok, csalók víg esetei; Nap Ny., Budapest, 1914 (Vidám könyvtár)
- Lilike már nagy leány és más elbeszélések 15-18 éves leányok számára; magyarra átdolg. Tábori Kornél; Magyar Kereskedelmi Közlöny, Budapest, 1914
- Pesti specialitások; Dick, Budapest, 1915
- Bródy Miksa–Tábori Kornél: Katonáék. A királytól a közvitézig. Víg esetek; Nap Ny., Budapest, 1915 (Vidám könyvtár)
- Háborús album. A világháború történelme képekben; szerk. Tábori Kornél; Pesti Napló, Budapest, 1915
- Szomaházy István–Tábori Kornél: Hadihumor. Víg apróság; Nap Ny., Budapest, 1916 (Vidám könyvtár)
- Adorján Andor–Nagy Endre–Tábori Kornél: Anekdoták, víg esetek híres férfiakról; A Nap Ny., Budapest, 1916 (Vidám könyvtár)
- Bródy Miksa–Tábori Kornél: Kaszárnya és harctér; Nap Ny., Budapest, 1916 (Vidám könyvtár)
- Magyar hősök, 1914-1916; szerk. Tábori Kornél, Pesti Napló, Budapest, 1916
- Szini Gyula–Tábori Kornél: Híres emberek anekdotái; Nap Ny., Budapest, 1917 (Vidám könyvtár)
- Szegény Erdély; Magyar Kereskedelmi Közlöny Kiadó, Budapest, 1917 (Világkönyvtár. 5. évf.)
- Bródy Miksa–Karinthy Frigyes–Tábori Kornél: Csak semmi háború!; Vidám Könyvtár, Budapest, 1918 (Vidám könyvtár)
- Bródy Miksa–Szomaházy István–Tábori Kornél: Kis tréfák; Révai Ny., Budapest, 1919 (Vidám könyvtár. Új sorozat)
- Karinthy Frigyes–Szini Gyula–Tábori Kornél: Írói intimitások; Révai Ny., Budapest, 1919 (Vidám könyvtár. Új sorozat)
- Pest: riportújság (1919)
- Old Boy: Utazás Beóciába. Hat tudós és egy leány kalandjai; Tolnai, Budapest, 192? (Tolnai ifjúsági könyvtára)
- From the Horrors of a Country Condemned to Death Inspection-Tour Through the Misery of Budapest / Egy halálraítélt ország borzalmaiból, razzia a budapesti nyomortanyákon (1920)
- Titkosrendőrség és kamarilla. Akták-adatok a bécsi titkos udvari és rendőrségi levéltárból; bev. Marczali Henrik; 1922 k.
- Kalandornők. Regényes riportsorozat; Tolnai, Budapest, 1924 (Tolnai regénytára)
- Pesti spiritiszták; Tolnai, Budapest, 1924 (Tolnai regénytára)
- Jókai regénye. Rajzokkal és fényképekkel. Kiadatlan Jókai-kéziratok a centenárium alkalmára. Ismeretlen epizódok és levelek Jókai életéből; Tolnai, Budapest, 1924 (Tolnai regénytára)
- Bűvészkönyv; szerk. Tábori Kornél; Singer-Wolfner, Budapest, 1925 (Kis könyvek)
- Vidám bűvészet; szerk. Tábori Kornél, Singer-Wolfner, Budapest, 1925 (Kis könyvek)
- Öreg Medve: Utazzunk Budapestre. Tányértalpú Koma újabb kalandjai; ill. Mühlbeck Károly; Singer és Wolfner, Budapest, 1934
- Az utazás pionirjai. Az utazókedv fejlődése. Az utazóirodák, a szállók és a nagyközönség kapcsolatai; Idegenforgalmi Szövetség, Budapest, 1936 (Idegenforgalmi könyvtár)
- Negyven év a magyar szállodás- és vendéglősipar életéből; szerk. Ballai Károly, Tábori Kornél; Merkantil Ny., Budapest, 1938
- A vendéglátás irodalma / Bibliographia gastronomica et turistica; Szállodások és Vendéglősök Ipartestülete, Budapest, 1942 (A vendéglátóipar könyvtára)
- Cornelius Tábori: My occult diary; angolra ford. Paul Tábori; Rider, London, 1951
- Tábori Kornél–Székely Vladimir: Az erkölcstelen Budapest; 1908-as kiad. alapján szerk. Fazakas István; Fekete Sas–Orpheusz, Budapest, 1992
- A Balaton dicsérete; összeáll. Tábori Kornél, Tóth Lajos, Zákonyi Ferenc, szerk. Praznovszky Mihály; Nők a Balatonért Egyesület, Balatonfüred, 1999
- Tábori bűnös Budapestje; szerk., bev., képvál. Buza Péter, szöveggyűjt., jegyz. Filep Tamás Gusztáv; Budapesti Városvédő Egyesület–OSZK, Budapest, 2013 (Budapest könyvek)
- Jókai regénye; szerk. Praznovszky Mihály; Közös Önkormányzati Hivatal, Balatonfüred, 2013 (Jókai-napi könyvek)
- Tábori Kornél–Székely Vladimir: A bűnös Budapest; Tudáspolc, Budapest, 2014 (Budapest százéves titkai)
- Tábori Kornél–Székely Vladimir: A tolvajnép titkai. Tolvaj szótárral; Tudáspolc, Budapest, 2014 (Budapest százéves titkai)